# Sant Joan de les Abadesses (kommun)
Sant Joan de les Abadesses är en kommun i Spanien.   Den ligger i provinsen Província de Girona och regionen Katalonien, i den östra delen av landet, 500 km öster om huvudstaden Madrid. Antalet invånare är 3 469. Arean är 54 kvadratkilometer. Sant Joan de les Abadesses gränsar till Camprodon, Sant Pau de Segúries, La Vall de Bianya, Riudaura, Vallfogona de Ripollès, Ripoll och Ogassa. 
Terrängen i Sant Joan de les Abadesses är kuperad åt sydost, men åt nordväst är den bergig.